# Krueng Meuseugob
Krueng Meuseugob is een bestuurslaag in het regentschap Bireuen van de provincie Atjeh, Indonesië. Krueng Meuseugob telt 415 inwoners (volkstelling 2010).